# Marginaldoktrinen
Marginaldoktrinen var en svensk säkerhetspolitisk doktrin från cirka 1960 till Sovjetunionens fall. Den innebar att ett sovjetiskt separatanfall mot Sverige bedömdes som osannolikt, krigshandlingar mot Sverige antogs alltid äga rum i samband med en stor konflikt mellan Warszawapakten och NATO. Sverige tänktes alltså vara "i marginalen" av en konflikt där huvuddelen av båda blockens stridskrafter var upptagna på annat håll. Detta begränsade de resurser Sovjetunionen kunde sätta in mot Sverige.
Marginaldoktrinen fick stor inverkan på hur Försvarsmakten organiserades och utrustades under perioden. Doktrinen har kritiserats för att vara för statisk: om Sovjetunionen hade bedömt det nödvändigt att anfalla Sverige hade man på ett eller annat sätt frigjort de resurser man ansåg nödvändiga. I synnerhet flygstridskrafter kan snabbt kraftsamlas, och Flygvapnet verkar ha varit mindre styrt av doktrinen än övriga försvarsgrenar.